# Hestemynte
Hestemynte eller Monarda er er en slægt med ca. 20 arter, der er udbredt i Nordamerika. De har opret vækst, modsatte blade og kransstillede eller endestillede blomster. Alle dele af planten dufter af bergamotteolie.
| Beskrevne arter |

- Citronmonarda (Monarda citriodora)
- Hestemonarda (Monarda didyma)
- Indianermonarda (Monarda fistulosa)
- Hestemynte-krydsning (Monarda russeliana)

| Andre arter |

- Monarda bradburiana
- Monarda clinopodia
- Monarda clinopodioides
- Monarda pectinata
- Monarda pringlei
- Monarda punctata